# Trans-2-エノイルCoAレダクターゼ (NAD+)
trans-2-エノイルCoAレダクターゼ (NAD+)（trans-2-enoyl-CoA reductase (NAD+)）は、酪酸代謝酵素の一つで。次の化学反応を触媒する酸化還元酵素である。
アシルCoA + NAD+ {\displaystyle \rightleftharpoons } trans-ジデヒドロアシルCoA + NADH + H+
反応式の通り、この酵素の基質はアシルCoAとNAD+、生成物はtrans-ジデヒドロアシルCoAとNADHとH+である。
組織名はacyl-CoA:NAD+ trans-2-oxidoreductaseである。